# Nikki & Paulo
Nikki Fernandez & Paulo er to fiktive personer i den amerikanske tv-serie Lost. Blandt fans er de populært kaldet Paulikki.

## Baggrund

### Personligheder
Paulo er arrogant og "kold" overfor fremmede, mens Nikki udadtil er mere åbensindet og imødekommende. Det er Nikki der indvilger i at drage med til The Pearl, mens Paulo begyndelsesvist modstrider idéen. Paulo er også citeret for – løst oversat – at sige, "Tag 5-jernet. Hvis du dør vil jeg ikke rende i skoven og hente det."

## Biografi

### Før flystyrtet
Nikki var skuespiller på tv-serien Exposé, som det blandt andet vides at John Locke og Hurley så. Nikki gik undercover ved at indlede et forhold med en af de højerestående medvirkende i serien, én meget ældre end hende. Paulo blev ansat som kok hos den selvsamme mand, og ved en middag introducerer den ældre dem for hinanden – selvom de udmærket kender hinanden – og umiddelbart efter dør den ældre af madforgiftning. Ubesværet stjæler de to diamanter til en værdi af $8.000.000.

### Efter flystyrtet
Efter styrtet løber Nikki forvirret rundt blandt de brændende flydele, i søgen efter Paulo. Hun finder ham stående ved bredden, og stirre fjernt ud i havet. Nikki spørger som det første hvor diamanterne er, og symptomatisk herfor bruger de størstedelen af tiden på øen på at lede efter dem.
Nikki bruger en del tid sammen med Dr. Arzt, hvor hun blandt andet tilegner sig viden om Medusa-edderkoppen. Men deres venskab forårsager også at Paulo bliver jaloux. De finder senere den selvsamme sø som Kate Austen og James "Sawyer" Ford badede i, i "Whatever the Case May Be." Nikki overtaler Paulo til at dykke ned i søen og lede efter bagage. Han finder deres kuffert, og dermed også diamanterne, men han lyver omkring fundet, da han går i tro om at Nikkis besættelse af diamanterne er den eneste grund til de stadig er sammen.
Paulo kravler på egen hånd ned i Perlen, og gemmer diamanterne på toilettet. Før han kommer af sted dukker Benjamin Linus og Juliet Burke op, for at observere folkene i The Swan – især har de et øje på Jack Shephard.

#### Sæson 3
Da John Locke under en tale inviterer dem der lyster med til The Pearl, siger Nikki – mod Paulos ønske – tak til ekskursionen; Angiveligt med det argument, at han altid brokker sig over ikke at være en del af fællesskabet. Da de kommer til stationen besøger Paulo toilettet for at tage diamanterne med sig, alt imens Nikki foreslår at de ændre systemets kabelopsætning til stationens observationsskærme. En mand med klap for øjet dukker uventet op på en af skærmene. Men da lyden af "Monsteret" trænger ned i stationen søger de tilbage mod overfladen, kun for at finde Mr. Ekos lig.
Nogle dage senere finder Nikki Paulos nikotintyggegummi; Noget han ikke kunne være i besiddelse af uden også at være i besiddelse af diamanterne. Derfor stjæler Nikki nogle af Dr. Artz' medusa-edderkopper og løber efter Paulo. Da hun finder ham kaster hun edderkopperne på ham og efterlader ham paralyseret i skoven. Hun bliver også selv bidt og skynder sig derfor at begrave diamanterne og løbe tilbage til stranden. Nikki og Paulo begraves levende nogle timer senere.

## Trivia
- Nikki bruger udtrykket "Razzle Dazzle." Et udtryk manuskriptforfatter Damon Lindelof angiveligt bruger i virkeligheden.[1]
- Nikki og Paulo skulle oprindeligt introduceres ved at have sex i en af de andre overlevendes telt. Scenen blev filmet og kan ses under "Deleted Scenes" på Lost: The Complete Third Season-bonusdvd'en.

## Fodnoter
1. ↑  Lost: Kommentarspor til:
"Exposé" (Sæson 3, afsnit 14). Manuskript af Edward Kitsis & Adam Horowitz.  Broadcasted første gang på American Broadcasting Company den TBA.